# رسالة من الجحيم
رسالة من الجحيم هي رسالة قام بإرسالها شخص يدعي أنه ذلك القاتل المتسلسل المعروف باسم جاك السفاح، وذلك في عام 1888. وكان تاريخ ختم الرسالة 15 أكتوبر 1888، واستقبل الرسالة رجل يُدعى جورج لسك، وهو الذي ترأس لجنة أمن وايت تشابل في اليوم التالي.

## نص الرسالة
كان نص الرسالة:
| رسالة من الجحيم | من الجحيم سيد لسك أرسل لك نصف الكلية التي أخذتها من المرأة وقد قمت بحفظها لك النصف الآخر قمت بقليه وأكله وكان جيداً جداً قد أرسل لك السكين الدموي الذي أخرج ذلك إذا انتظرت قليلاً بعد التوقيع أمسكني عندما تستطيع سيد لسك | رسالة من الجحيم |

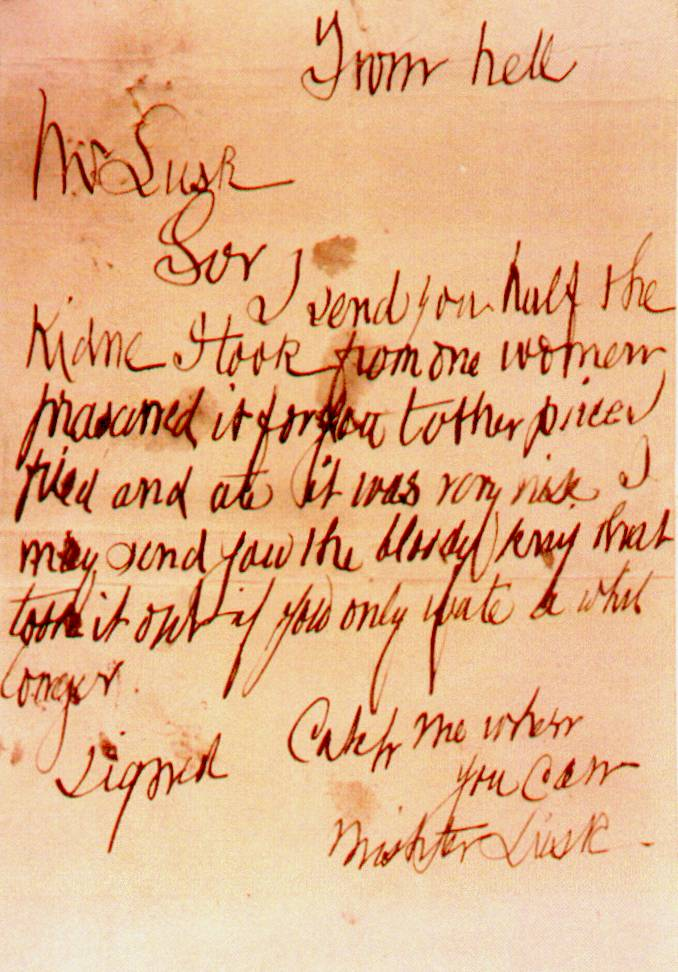
صورة فوتوغرافية لرسالة من الجحيم التي فُقدت، وقد ختمت الرسالة في 15 أكتوبر 1888

فُقدت الرسالة الأصلية والكلية المرفقة بها فيما بعد، كما فُقدت أشياء أصلية أخرى كانت موجودة ضمن ملفات القضية لدى الشرطة، والصورة الظاهرة هنا هي للرسالة الأصلية قبل أن تُفقد.

## المصدر
- رسالة من الجحيم